# Eckehard Pietzsch
Eckehard Pietzsch (Blumberg, 14 de outubro de 1939) é um ex-jogador de voleibol da Alemanha que competiu pela Alemanha Oriental nos Jogos Olímpicos de 1968 e 1972.
Em 1968, ele participou de oito jogos e o time alemão finalizou na quarta colocação na competição olímpica. Quatro anos depois, ele fez parte da equipe alemã que conquistou a medalha de prata no torneio olímpico de 1972, no qual jogou em todas as sete partidas